# 大福克斯
大福克斯（英語：Grand Forks）是美國北達科他州大福克斯縣縣治，位於該州東部北紅河和紅湖河匯流處，城名亦由此而來。2020年人口59,166人，是該州第三大城市。
1881年2月22日設市。北達科他大學位於本市。

## 姐妹城市
- 美国迪金森
- 挪威薩爾普斯堡